# Baitang, Hunan
Baitang (kinesiska: 白塘) är en köping i Kina. Den ligger i provinsen Hunan, i den södra delen av landet, omkring 83 kilometer norr om provinshuvudstaden Changsha. Antalet invånare är 19684. Befolkningen består av 9 356 kvinnor och 10 328 män. Barn under 15 år utgör 18,0 %, vuxna 15-64 år 71 %, och äldre över 65 år 9,0 %.
Genomsnittlig årsnederbörd är 1 879 millimeter. Den regnigaste månaden är maj, med i genomsnitt 312 mm nederbörd, och den torraste är oktober, med 57 mm nederbörd.